# Artur Pinto da Rocha
Artur Pinto da Rocha (Rio Grande, 26 de dezembro de 1864 — Rio de Janeiro, 18 de julho de 1930) foi um magistrado, político, historiador político, jornalista, poeta, dramaturgo e escritor brasileiro.
Filho do português Antônio Joaquim Pinto da Rocha, Visconde de Pinto da Rocha, e da brasileira Constança Pinheiro da Cunha, passou a infância e a juventude a estudar em Portugal (1875-1891), que lhe seria fonte de inspiração e de assunto português para o afamado e bem-recebido poema-dramático Talita, primeiramente representado no antigo Teatro Apolo, no Rio de Janeiro, a 17 de agosto de 1906, e grandemente debatido por motivos menos literários que políticos nos meios intelectuais rio-grandenses de então.
Bacharel pela Faculdade de Direito de Coimbra desde 1884, requereu habeas corpus preventivo a Ruy Barbosa (de quem era procurador) e correligionários por ameaças, na Bahia, na campanha presidencial de 1919. Fundador de jornais, foi também diretor da Gazeta de Notícias, redator de A Federação e do Jornal do Brasil, além de autor de obras de História da política e de direito internacional.
É patrono da cadeira nº 16 da Academia Rio-Grandense de Letras.

## Obras literárias
Conforme dissertação de Antenor Fischer
- O dote da enjeitada, 1880
- O esqueleto, 1880
- Testamento do passado, 1887
- A farsa, drama, 1903
- Serenata das flores, ato em versos, 1905
- Talita, drama, 1906[2] (eBook)
- Visão de Colombo, poema dramático, 1908
- Vanissa, drama, 1908
- Os meus olhos em Leitão, peça teatral, 1910
- Volúpia, peça teatral, 1914
- Ave Maria, entreato em verso, 1916
- A estátua, drama, 1918
- Entre dois berços, drama, 1920
- Dilema, drama, 1920
- Contrastes, diálogo em verso, 1928